# Vellanikkara
Vellanikkara es una ciudad censal situada en el distrito de Thrissur en el estado de Kerala (India). Su población es de 6167 habitantes (2011). Se encuentra a 6 km de Thrissur y a 75 km de Cochín.

## Demografía
Según el censo de 2011 la población de Vellanikkara era de 6167 habitantes, de los cuales 2997 eran hombres y 3170 eran mujeres. Vellanikkara tiene una tasa media de alfabetización del 95,79%, superior a la media estatal del 94%: la alfabetización masculina es del 97,49%, y la alfabetización femenina del 94,19%.